# ماثيو وود (لاعب كريكت)
ماثيو وود (14 يناير 1985 - )  (بالإنجليزية: Matthew Wood)‏ هو لاعب كريكت بريطاني.